# Monocristallo

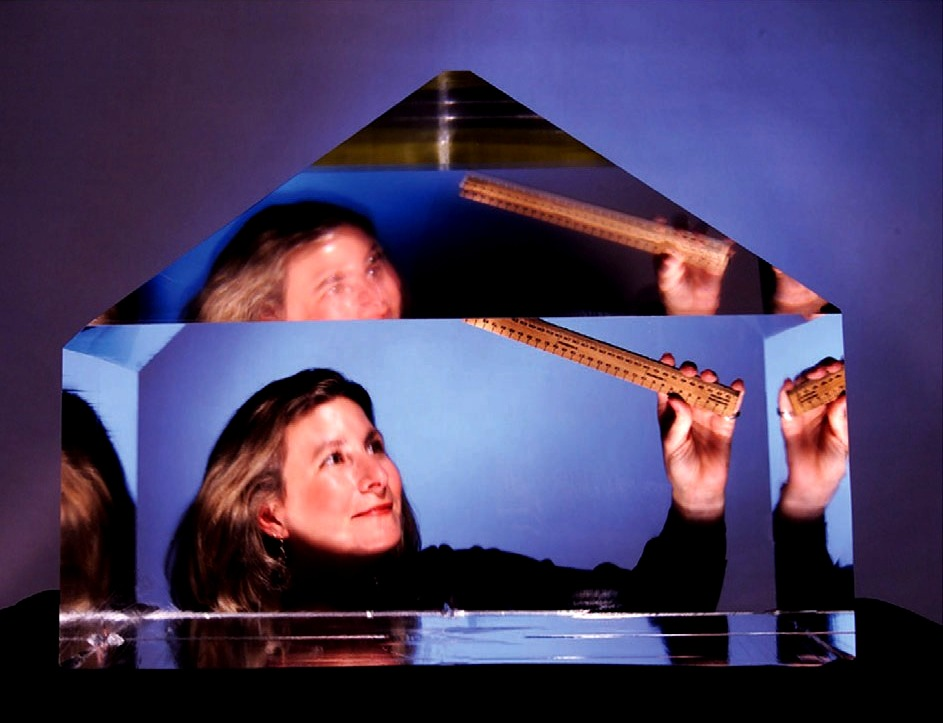
Un enorme cristallo di KDP, cresciuto da un seme cristallino in soluzione acquosa sovrasatura (al LLNL), che sta per essere tagliato in pezzi e usato dal National Ignition Facility per generatori di seconda e di terza armonica.

Un monocristallo (o solido monocristallino) è un materiale in cui il reticolo cristallino  è continuo ed ininterrotto nell'intero campione, senza bordi di grano, i quali possono avere effetti significativi sulle proprietà fisiche ed elettriche del materiale.
Dato che gli effetti entropici favoriscono la presenza, nella microstruttura dei solidi, di imperfezioni e difetti cristallografici, come le distorsioni e le dislocazioni, i monocristalli di considerevole dimensioni sono estremamente rari in natura, e sono anche difficili da produrre in laboratorio, sebbene possano essere creati sotto condizioni controllate.
L'opposto di un singolo cristallo è una struttura amorfa, in cui l'ordine nelle posizioni atomiche è limitato soltanto al breve raggio. Tra i due estremi esistono le fasi policristallina e paracristallina, costituiti di un numero di cristalli più piccoli noti come cristalliti.

## Utilizzo

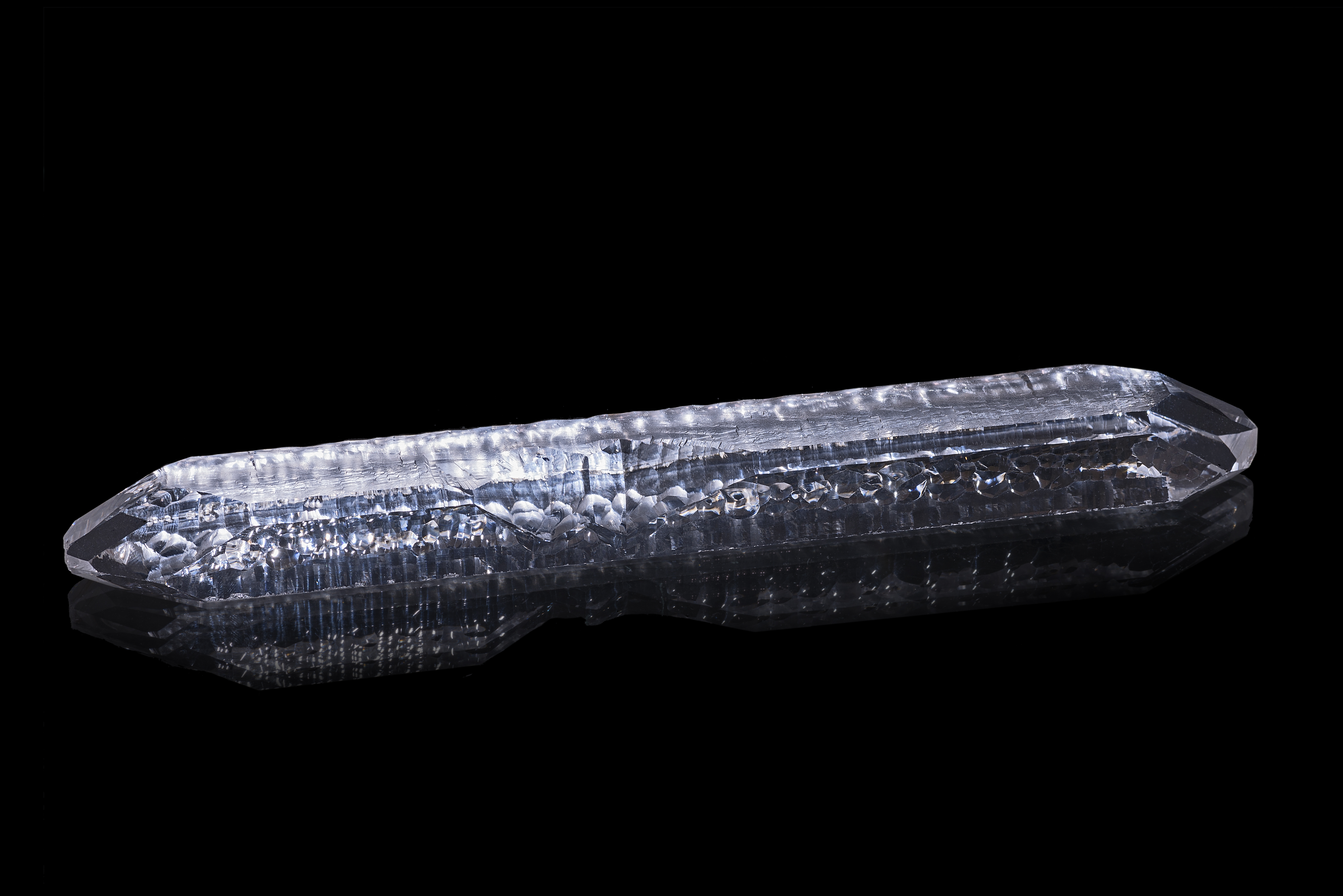
La produzione di una barra di quarzo monocristallino tramite il metodo idrotermico.

### Industria dei semiconduttori
Il silicio monocristallino viene utilizzato nella fabbricazione dei dispositivi a semiconduttore. Sulla scala di grandezza dei dispositivi che costituiscono un circuito integrato, le disomogeneità di un policristallo e le discontinuità rappresentate dai bordi di grano altererebbero le proprietà elettriche locali, dando un impatto significativo sulla funzionalità e sull'affidabilità dei dispositivi. Per questo, i fabbricanti di microprocessori hanno fortemente investito nelle tecniche di produzione di grandi monocristalli di silicio.

### Ottica
- Monocristalli di zaffiro e altri materiali vengono utilizzati per laser e ottica non lineare.
- Monocristalli di fluorite sono talvolta utilizzati nelle lenti degli obiettivi dei telescopi a rifrazione apocromatici.[senza fonte]

### Ingegneria dei materiali
Nella scienza dei materiali, un'altra applicazione dei solidi monocristallini sta nella produzione di materiali ad alta resistenza, come le pale per turbine. Qui, l'assenza di bordi di grano dà un incremento nella resistenza meccanica a creep, cioè limita lo scorrimento viscoso che deforma i materiali sottoposti a sforzo costante ad alta temperatura. Per contro, tutte le altre proprietà meccaniche sono inferiori in un monocristallo rispetto ad un solido policristallino dello stesso materiale.

### Conduttori elettrici
Il rame monocristallino ha una migliore conduttività rispetto al rame policristallino. Attualmente (2022) viene utilizzato almeno per la fabbricazione di cavi per auricolari di altissima gamma e fedeltà di resa come gli iKKO Asgard OH5 e vengono utilizzati, per applicazioni elettriche ad alto rendimento, metodi di produzione di cristalli di grandi dimensioni per conduttori di rame. Questi possono essere considerati meta-monocristalli con soli pochi cristalli per metro di lunghezza.

### Nella ricerca
I monocristalli sono molto importanti per la ricerca specialmente nel campo della Fisica della materia condensata e in Scienze dei materiali.
Lo studio dettagliato della struttura cristallina di un materiale tramite tecniche come la diffrazione di Bragg e lo scattering atomico dell'elio è molto facilitato con i monocristalli, che permettono di studiare la dipendenza direzionale delle varie proprietà. 
Alcuni materiali mostrano superconduttività soltanto in campioni monocristallini e pertanto ne vengono prodotti esemplari specificamente destinati a questo scopo, anche quando per le altre proprietà sarebbe sufficiente una struttura policristallina.

## Produzione

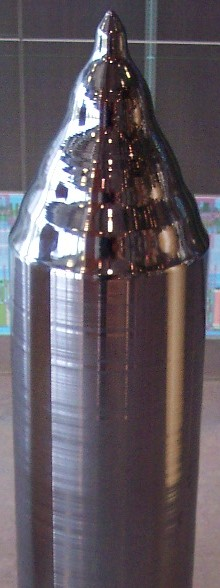
Lingotto di silicio monocristallino usato nell'industria dei semiconduttori.

Nel caso del silicio e della fabbricazione di monocristalli metallici le tecniche utilizzate coinvolgono una cristallizzazione molto controllata e dunque relativamente lenta.
Le tecniche specifiche per produrre grandi monocristalli (denominati boule) comprendono il processo Czochralski e la tecnica di Bridgman. Possono essere utilizzati altri metodi meno esotici di cristallizzazione, a seconda delle proprietà fisiche della sostanza, includendo la sintesi idrotermica, la sublimazione o semplicemente la cristallizzazione basata sul solvente.
Una tecnologia differente per creare materiali monocristallini è chiamata epitassia. A partire dal 2009, questo processo viene usato per depositare strati molto sottili (su una scala che va dal micrometro al nanometro) dello stesso materiale o altri differenti sulla superficie di un monocristallo. Le applicazioni di questa tecnica risiedono nelle aree di produzione di semiconduttori, con usi potenziali in altri campi della nanotecnologia e della catalisi.